# Dusty Hill
Dusty Hill, rodným jménem Joseph Michael Hill (19. května 1949 Dallas – 28. července 2021 Houston) byl americký baskytarista, klávesista a zpěvák.
Svou kariéru zahájil ve druhé polovině šedesátých let jako člen skupiny American Blues a několika dalších skupin, ve kterých hrál s bubeníkem Frankem Beardem. Dvojice se roku 1969 spojila se zpěvákem a kytaristou Billym Gibbonsem a vznikla skupina ZZ Top. Jeho bratr Rocky Hill byl kytarista a rovněž působil ve skupině American Blues.

## Diskografie

### American Blues
- Is Here (1968)
- Do Their Thing (1969)

### ZZ Top
- ZZ Top's First Album (1971)
- Rio Grande Mud (1972)
- Tres Hombres (1973)
- Fandango! (1975)
- Tejas (1977)
- Degüello (1979)
- El Loco (1981)
- Eliminator (1983)
- Afterburner (1985)
- Recycler (1990)
- Antenna (1994)
- Rhythmeen (1996)
- XXX (1999)
- Mescalero (2003)
- La Futura (2012)